# Arenque (gastronomía)

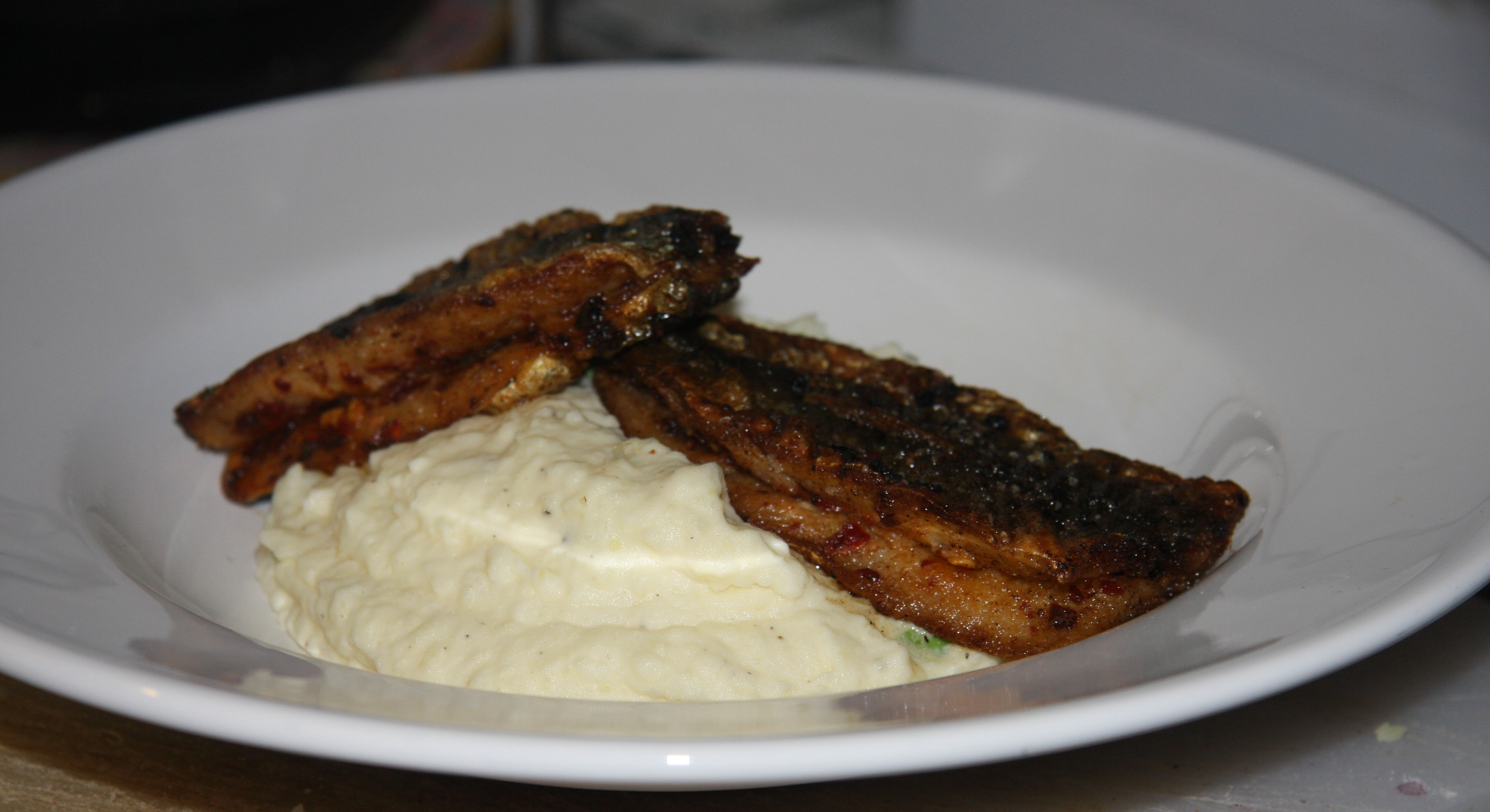
Arenque frito con puré de patata.

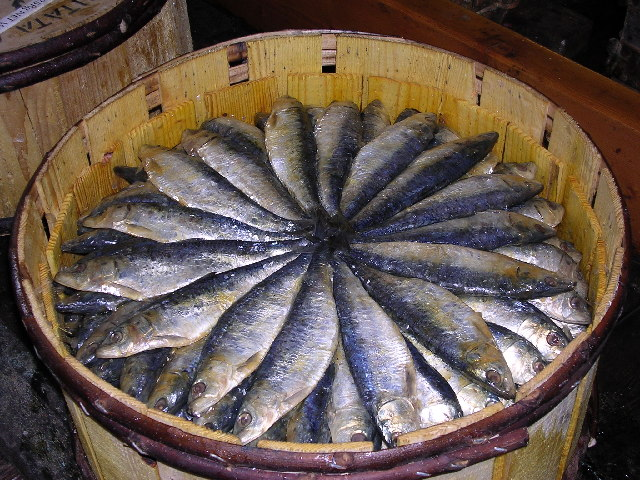
Arenque en barrica, Italia.

El arenque es un tipo de pez forrajero, en su mayoría pertenecientes a la familia Clupeidae (Clupea spp.). Un género que abarca unas 15 especies de peces teleósteos, de color azul, eurihalinos y nativos de las aguas templadas y poco profundas del océano Atlántico y el mar Báltico.

## Usos

### Encurtido

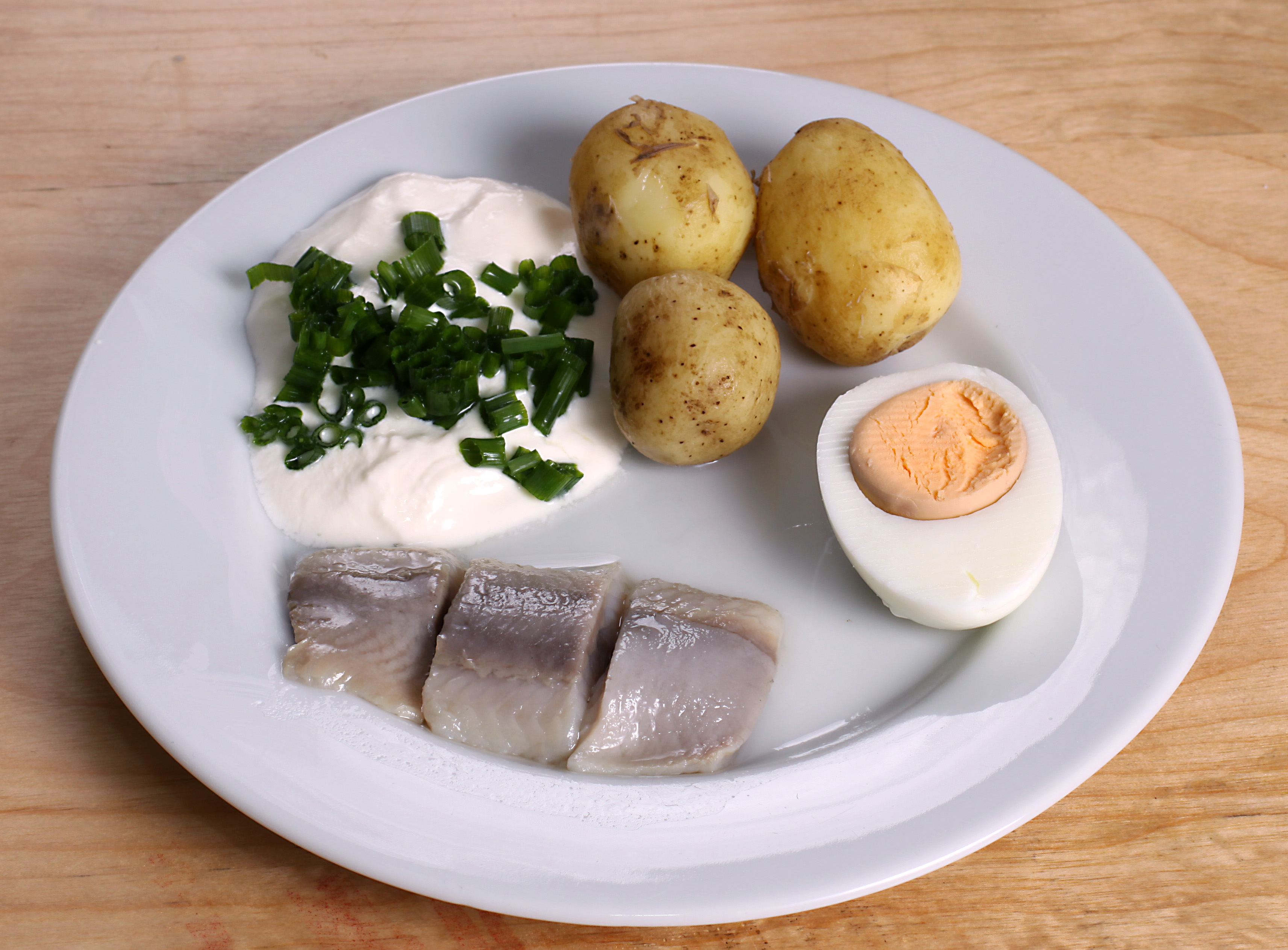
Arenque encurtido, crema agria y cebollino picado, patata y medio huevo duro servido por San Juan.

El arenque encurtido es una delicia en buena parte de Europa, formando parte de las cocinas báltica, escandinava, alemana, rusa, ucraniana y judía. La mayoría del arenque se cura en dos fases: inicialmente se sala para extraer el agua, y en una segunda fase se retira la sal y se condimenta, típicamente con una solución de vinagre, sal y azúcar a la que se añaden ingredientes tales como granos de pimienta, hojas de laurel y cebolla cruda. En los últimos años también se emplean otros condimentos debido a influencias extranjeras. Sin embargo, la tradición es fuerte en Dinamarca, Suecia, Finlandia, Alemania, Rusia y los países bálticos.
En Escandinavia y Alemania, cuando finaliza el proceso de encurtido, y dependiendo de qué condimentos típicos (mostaza, cebolla, ajo, arándano rojo, etcétera) se hayan empleado, se consume el arenque con pan negro de centeno, pan crujiente, crema agria o patata. Este plato es frecuente en Navidad, Pascua y San Juan, cuando se toma con akvavit (schnapps escandinavo).
En el siglo XIX los berlineses desarrollaron una aperitivo especial llamado rollmops, consistente en un filete de arenque encurtido enrollado (de ahí el nombre) alrededor de un pepinillo, cebolla o similar.
El arenque encurtido es común en la cocina rusa, donde puede servirse de forma tan simple como cortado en trozos y condimentado con aceite de girasol y cebolla, o puede emplearse en ensaladas, que suelen prepararse con verdura y aliñarse con mayonesa.
El arenque encurtido es común en la cocina de los judíos asquenazíes, especialmente en la ensalada forshmak. En Polonia se conoce como śledzie. También puede encontrarse en la cocina de Hokkaidō (Japón), donde las familias conservan tradicionalmente grandes cantidades para el invierno.

### Fermentado
En Suecia se fermenta el arenque del Báltico (strömming) para obtener surströmming.

### Crudo

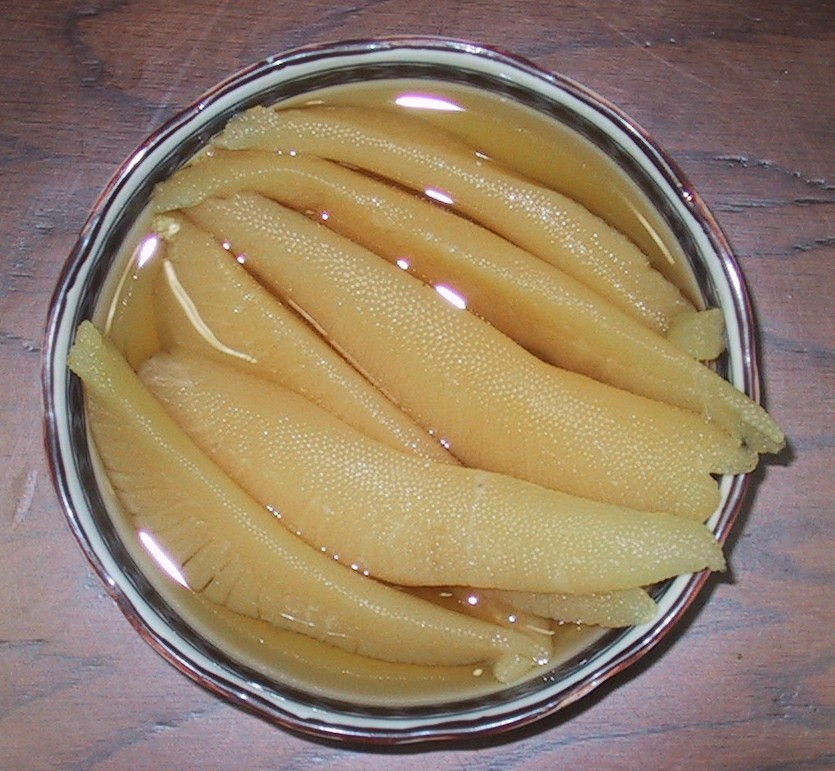
La hueva cruda de arenque se usa a menudo para hacer sushi, o se toma sola.

Una delicia típica de los Países Bajos es el hollandse nieuwe (‘nuevo holandés’), consistente en arenque crudo pescado al final de la primavera y principio del verano. Se come típicamente con cebolla cruda. El hollandse nieuwe solo está disponible en primavera, cuando se obtiene la primera captura de la temporada, que se celebra con festivales como la Fiesta de Arenque de Vlaardingen y el Vlaggetjesdag de Scheveningen. El arenque nuevo se congela y conserva con enzimas para el resto del año. El primer barril de hollandse nieuwe suele subastarse con fines benéficos.
El arenque también puede enlatarse para su exportación. Un sild es un arenque inmaduro que se enlata (como las sardinas) en Islandia, Suecia, Noruega y Dinamarca.

### Seco

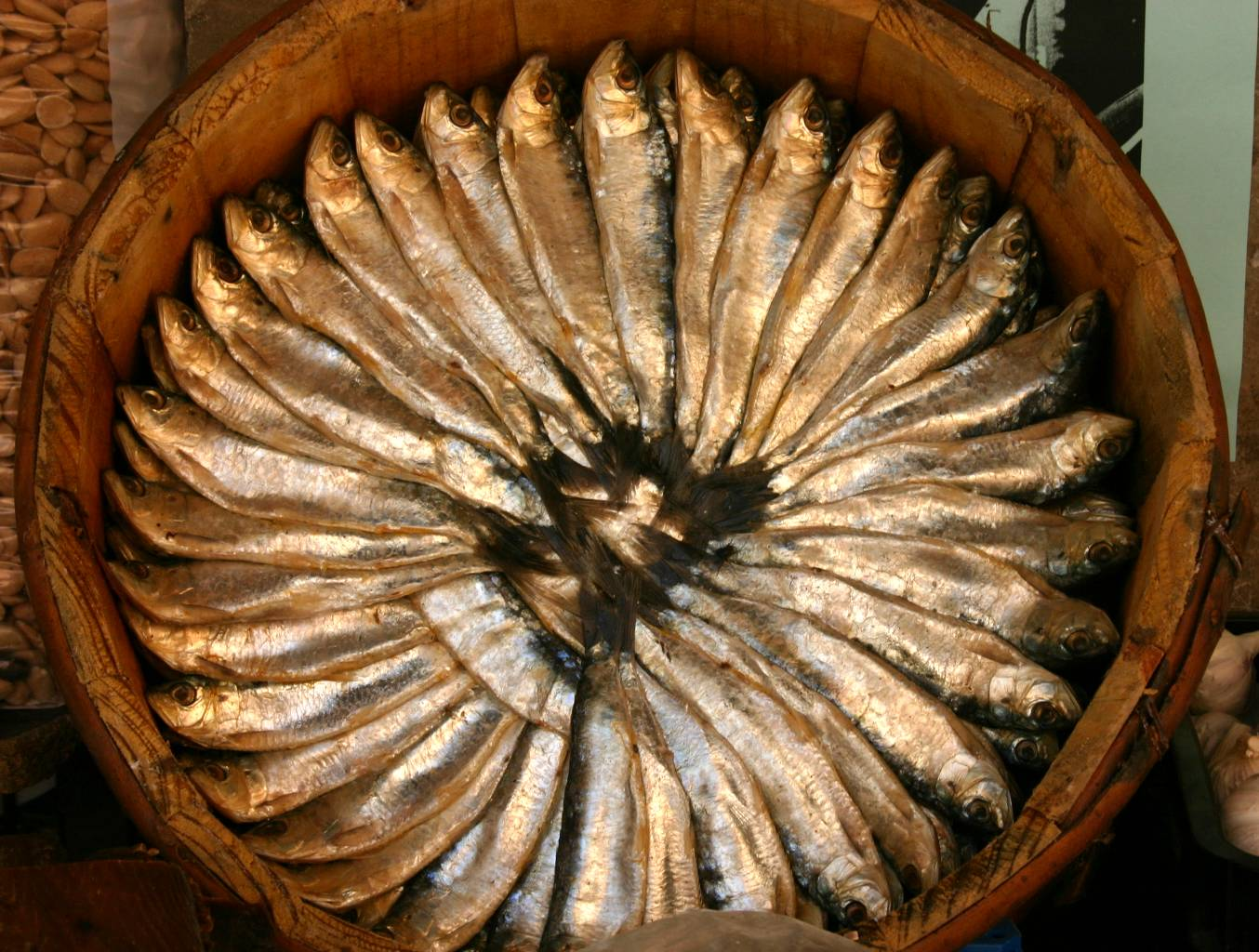
Barrica de sardinas arenques.

En las Filipinas, República Dominicana y en Andalucía (España) el arenque seco se come popularmente para desayunar, con arroz, ajo y huevo. En Andalucía se come sin arroz.
Los alevines de arenque se comen enteros, como los chanquetes, considerándose una delicia.

### Otros

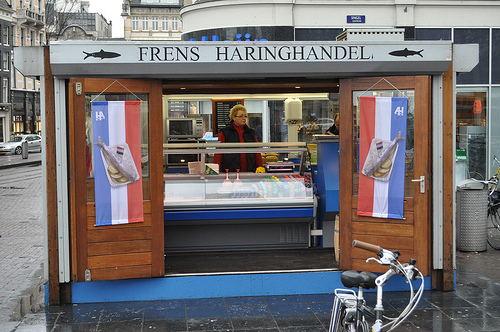
Tenderete holandés de arenques.

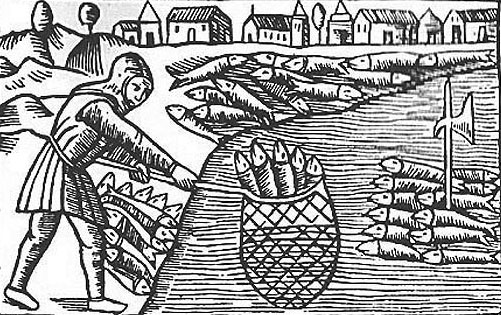
Pesca medieval de arenque en Escania (1555).

En Escocia el arenque tradicionalmente se filetea, y tras recubrirse con harina de maíz gruesa condimentada se fríe en una sartén con mantequilla o aceite. Este plato suele servirse con patatas hervidas machacadas y con mantequilla.
Un kipper es un arenque abierto y ahumado, un bloater es un arenque ahumado entero, y un buckling es un arenque picante ahumado y destripado. Todos ellos son alimentos comunes en la gastronomía del Reino Unido.
El arenque ahumado es un plato tradicional en Bornholm, una isla danesa del mar Báltico. Lo mismo ocurre en Suecia, donde puede encontrarse un strömming duro frito o ahumado en lugares como Skansen (Estocolmo). En este país es también tradicional la sopa de arenque.
En el sureste de Alaska se cortan ramas de tsuga del Pacífico y se ponen en el océano antes de que lleguen los arenques a criar. Los huevos fertilizados de arenque se pegan a estas ramas, facilitando su recolección. Tras cocerlos brevemente se retiran de las ramas, y se comen solos o en ensalada. Este método de recolección es parte de la tradición tlingit.

## Nutrición
El arenque es muy rico en ácidos grasos omega 3 de cadena larga EPA y DHA. También son una fuente de vitamina D.
Un arenque grande del Báltico puede exceder ligeramente los límites recomendados de PCB y dioxinas (que son agentes cancerígenos), pero los beneficios para la salud de los ácidos grasos pueden ser más importantes que este riesgo. Algunas fuentes señalan que el efecto reductor del cáncer de los ácidos grasos omega-3 es estadísticamente más fuerte que el efecto cancerígeno del PCB y las dioxinas, pero no existen evidencias científicas que las respalden. Los niveles de contaminación dependen de la edad del pez, que puede inferirse de su tamaño. Los arenques del Báltico mayores de 17 cm pueden comerse dos veces al mes, mientras los de menor tamaño pueden comerse sin límite.

## Platos típicos
Entre los numerosos platos típicos elaborados con arenque se encuentran:
- Rollmops, con arenques marinados (Alemania).
- Surströmming, con arenques fermentados (Suecia).
- Labskaus, marinados (Alemania).
- Nieuwe Haring, crudo (Países Bajos).
- Kipper, con arenque ahumado y salado (Reino Unido).
- Sel'd' Pod Shuboi, con arenque salado (Rusia).
- Locrio de arenque, con arroz o trigo (República Dominicana).
- Domplines con arenque (República Dominicana).
- Plátanos y batata con arenque (República Dominicana).
- Revoltillo de arenque con huevos, tomates ají y cebolla (República Dominicana).